# La strada dell'oro
La strada dell'oro (The Way to the Gold) è un film del 1957 diretto da Robert D. Webb.
È un film d'avventura a sfondo noir statunitense con Jeffrey Hunter, Sheree North e Barry Sullivan. È basato sul romanzo del 1955  The Way to the Gold di Wilbur Daniel Steele.

## Trama
In una prigione dell'Arizona, un anziano ergastolano prima di morire svela al suo giovane compagno di cella il nascondiglio di un enorme quantitativo di oro trafugato 35 anni prima.
Uscito di prigione, Joe Mundy si reca a Glendale dove però è subito pedinato dalla famiglia Williams e dal locale sceriffo che evidentemente sospettano qualcosa.
I Williams fanno in modo che Joe alloggi nella loro locanda così da controllarlo meglio. Qui il ragazzo si innamora dell'umile cameriera Henrietta, detta Hank, che si divide tra due lavori.
Joe si guarda attorno e deve trovare un lavoro per procurarsi i mezzi necessari a prelevare l'oro e fuggire. Con l'intenzione di farsi assumere da una carrozzeria improvvisa l'organizzazione di un soccorso ad una roulotte che sta per sprofondare nel bacino artificiale vicino alla città, nel quale è finita accidentalmente. L'intervento tempestivo ed eroico di Joe permette di salvare il mezzo e il cagnolino che vi stava affogando, rendendolo molto popolare.
Joe conquista così la fiducia di tutti e l'amore di Hank. I Williams gli chiariscono poi la loro posizione. La signora è vedova dell'uomo che venne ucciso dal suo ex compagno di cella, per questo condannato, per un litigio seguente al grandioso furto di oro che i due misero a segno. I Williams si ritengono perciò legittimati a pretendere questo bottino che non hanno mai saputo precisamente dove sia nascosto. Per il suo aiuto ne riconosceranno a Joe una parte, ma non sono disposti a cedere altro né tollereranno iniziative improvvisate.
Dopo averne sospettata la complicità, Joe ha il pieno appoggio di Hank che addirittura gli offre tutti i suoi risparmi per poter agire subito 
e in autonomia. I due, quindi, acquistato un fuoristrada, seguono il tracciato che Joe ha memorizzato in prigione ma, nonostante tutte le precauzioni, sono prima raggiunti dai Williams e poi dallo sceriffo. L'arrivo di quest'ultimo è provvidenziale a salvare i due giovani dalla furia dei loro inseguitori. La strada infatti ha portato Joe e gli altri sulle rive del bacino artificiale che 35 anni prima non esisteva. L'oro risulta nascosto sotto decine di metri di acqua e qualche metro di fango in un nascondiglio che praticamente per via del lago non è più raggiungibile. Lo sceriffo, sempre molto saggio oltre che perspicace, non persegue i due ragazzi cui non resta nulla, se non il fuoristrada ed una relazione che dovrà fare a meno di sogni di facile ricchezza.

## Produzione
Il film, diretto da Robert D. Webb su una sceneggiatura di Wendell Mayes e un soggetto di Wilbur Daniel Steele (autore del romanzo), fu prodotto da David Weisbart per la Twentieth Century Fox Film Corporation e girato in Arizona (nella Arizona State Prison a Florence, a Glendale, a Phoenix e nei pressi della Diga di Hoover) e sul lago Mead in Nevada, da inizio gennaio a metà febbraio 1957.

## Colonna sonora
- Drive-In Rock -  musica di Lionel Newman,  parole di Carroll Coates
- Strange Weather -  musica di Lionel Newman,  parole di Carroll Coates
- In the Sweet Bye and Bye -  parole di Vincent Bryan,  musica di Harry von Tilzer

## Distribuzione
Il film fu distribuito con il titolo The Way to the Gold negli Stati Uniti dal 10 maggio 1957 (première a New York) al cinema dalla 20th Century Fox.
Altre distribuzioni:
- in Germania Ovest il 9 agosto 1957 (Die Spur zum Gold)
- in Svezia il 4 novembre 1957 (Vägen till guldet)
- in Finlandia il 16 maggio 1958 (Vangin salaisuus)
- in Austria (Die Spur zum Gold)
- in Grecia (To stigma tou anomou thisavrou)
- in Italia (La strada dell'oro)

## Critica
Secondo il Morandini è un "film d'avventure un po' retorico" ma caratterizzato da un buon cast e da un "finale a sorpresa".